# Rothenhof (Eisenach)
Rothenhof ist ein ehemaliges Gehöft im Gebiet der Stadt Eisenach im Wartburgkreis in Thüringen.

## Lage

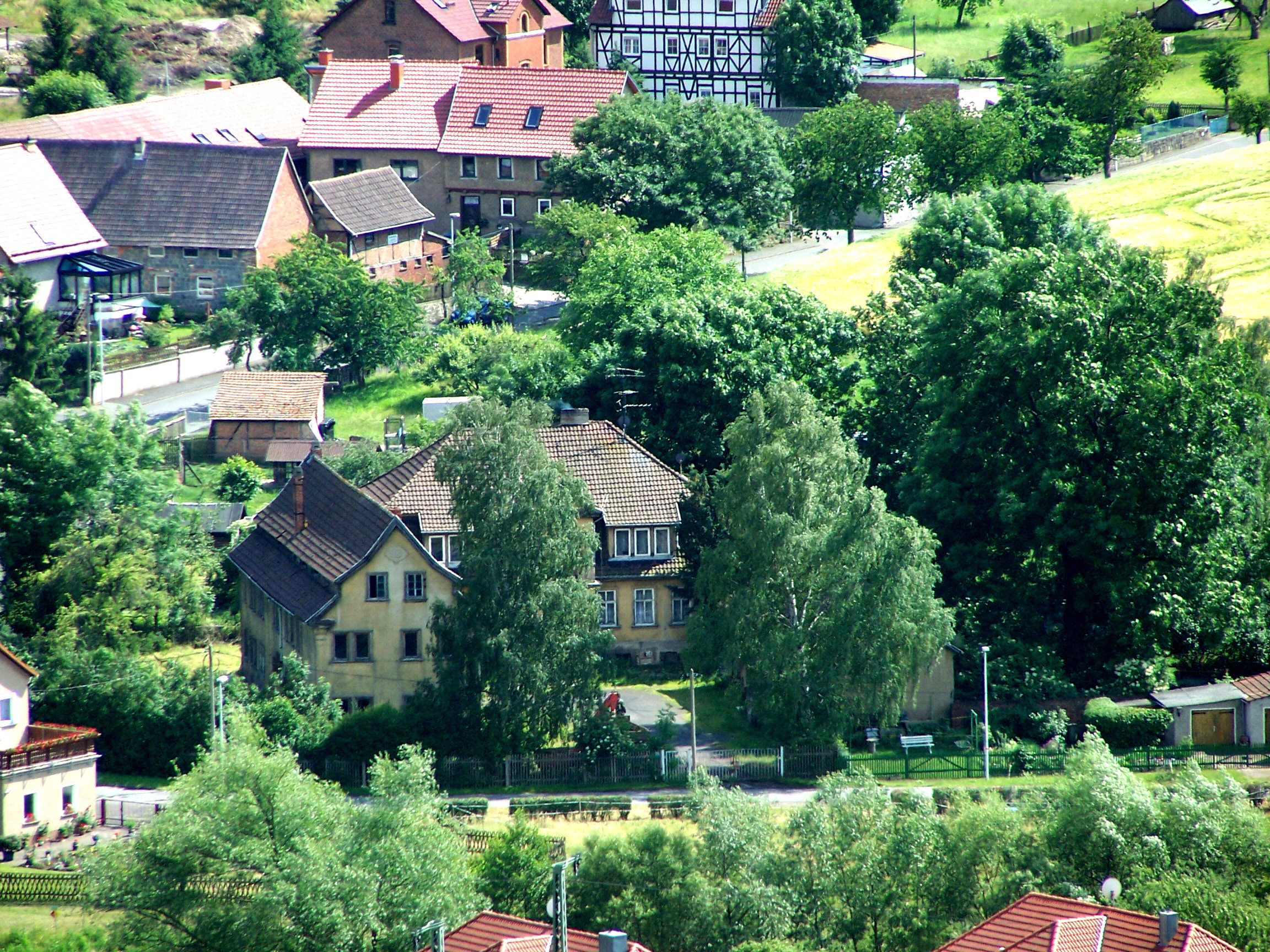
In den Bäumen – ein ursprünglich als Papiermühle errichteter Gebäudekomplex am Rothenhof

Einst lag der Rothenhof in unmittelbarer Nähe zweier sich kreuzender Hauptverkehrswege: der Via Regia und der Straße von Fulda. Heute befindet sich der Rothenhof im Osten der Kernstadt von Eisenach, südöstlich des historischen Stadtteils Fischbach. Die geographische Höhe des Ortes beträgt 230 m ü. NN.

## Geschichte
Im Jahre 1238 wurde der Rothenhof nach Dobenecker, III 769 erstmals urkundlich erwähnt. Rothenhof und Fischbach waren Etappenorte und zeitweise auch Zollstationen an der Via Regia.